# Iuticosaurus valdensis
Iuticosaurus valdensis es la única especie conocida del género extinto Iuticosaurus ("lagarto juto")  de dinosaurio saurópodo titanosauriano, que vivió a principios del período Cretácico, hace aproximadamente 124 millones de años, en el Barremiense, en lo que hoy es Europa.
En 1887 Richard Lydekker describió dos vértebras caudales de saurópodo halladas por William D. Fox cerca de la Bahía de Brook Bay en Wight catalogados como BMNH R146a y BMNH 151, y las refirió al género Ornithopsis, a pesar de haber indicado su similitud con Titanosaurus, debido a que la cola de Ornithopsis era desconocida. Durante la lectura de su artículo en la Sociedad Geológica de Londres, Lydekker fue criticado por Harry Govier Seeley y John Hulke por su elección y en 1888 él clasificó los fósiles como Titanosaurus sp. a, y asignó Titanosaurus sp. b a una tercera vértebra, BMNH 32390.
En 1929 Friedrich von Huene les dio a estos nombres completos de especies. Al primero lo denominó Titanosaurus Valdensis, cuyo nombre de especie se refiere a Wealden, y al segundo Titanosaurus Lydekkeri, cuyo nombre de especie es en honor de Lydekker. Con las normas actuales ambos nombres de especies deberían ser escritos como T. valdensis y T. lydekkeri, respectivamente.
En 1993 Jean le Loeuff redescribió el material y nombró un género separado: Iuticosaurus, cuyo nombre de género se refiere a los jutos, quienes se asentaron en la isla de Wight en el siglo V después de Cristo y establecieron una dinastía reinante en el siglo VI. Le Loeuff hizo de Iuticosaurus valdensis la especie tipo, y escogió al ejemplar BMNH 151 como el lectotipo. Otra vértebra, BMNH R 1886, fue referida por él a esta especie. La segunda especie, aunque él la nombró formalmente como Iuticosaurus lydekkeri, la consideró como un nomen dubium.
I. valdensis fue hallado en la Formación Wessex, mientras que I. lydekkeri procede de la más reciente formación Upper Greensand. Iuticosaurus era probablemente similar a Titanosaurus, y tendría una longitud de entre 15 a 20 metros.
Muchos investigadores han concluido que I. valdensis no puede ser distinguido de otros titanosaurios y por lo tanto lo consideran como un nomen dubium (nombre dudoso).